# Champon

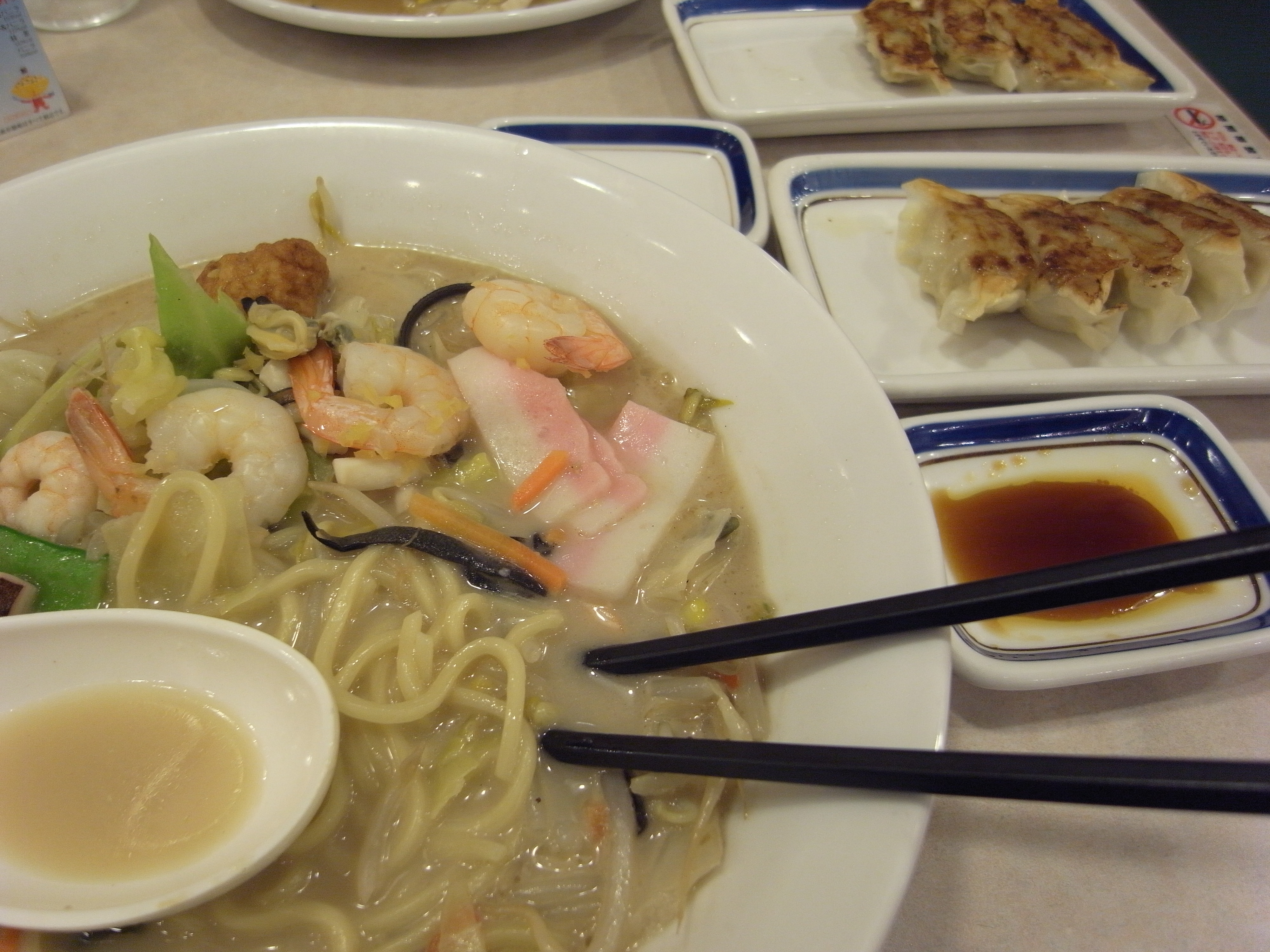
Ringer Hut

Mì Champon (ちゃんぽん, Chanpon) là một món mì đặc trưng của vùng Nagasaki, Nhật Bản. Nó bao gồm rất nhiều phiên bản khác nhau ở Nhật, Hàn Quốc và Trung Quốc. Món mì được lấy cảm hứng từ ẩm thực Trung Hoa,  được làm từ những nguyên liệu như thịt lợn rán, hải sản và các loại rau củ cùng với mỡ lợn; sau đó thêm nước dùng được nấu từ gà và xương lợn. Mì ramen chuyên dùng cho Champon được thêm vào và sau đó luộc. Tùy thuộc vào mùa màng và thời điểm, các nguyên liệu trong món mì Champon sẽ có sự khác nhau. Do đó, hương vị và phong cách món ăn có thể phụ thuộc vào địa điểm và thời gian trong năm.
Dù mì Champon của vùng Nagasaki là phiên bản nổi tiếng nhất, nhưng vẫn có những biến thể khác được tìm thấy ở Nhật. Ankake no Champon làm một là một phiên bản khác được nấu từ nước tương của vùng Tottori, quận Shimane, cũng như thành phố Amagasaki thuộc tỉnh Hyōgo. Ở Akita, một biến thể khác với nước dùng miso được phục vụ cùng nước súp gần như đầy bát.
Ở Okinawa, Champon là một món cơm được ăn cùng với các loại rau củ, thịt thái mỏng (thịt lợn, thịt nguội hoặc thịt bò băm) và trứng bác ở trên cơm.

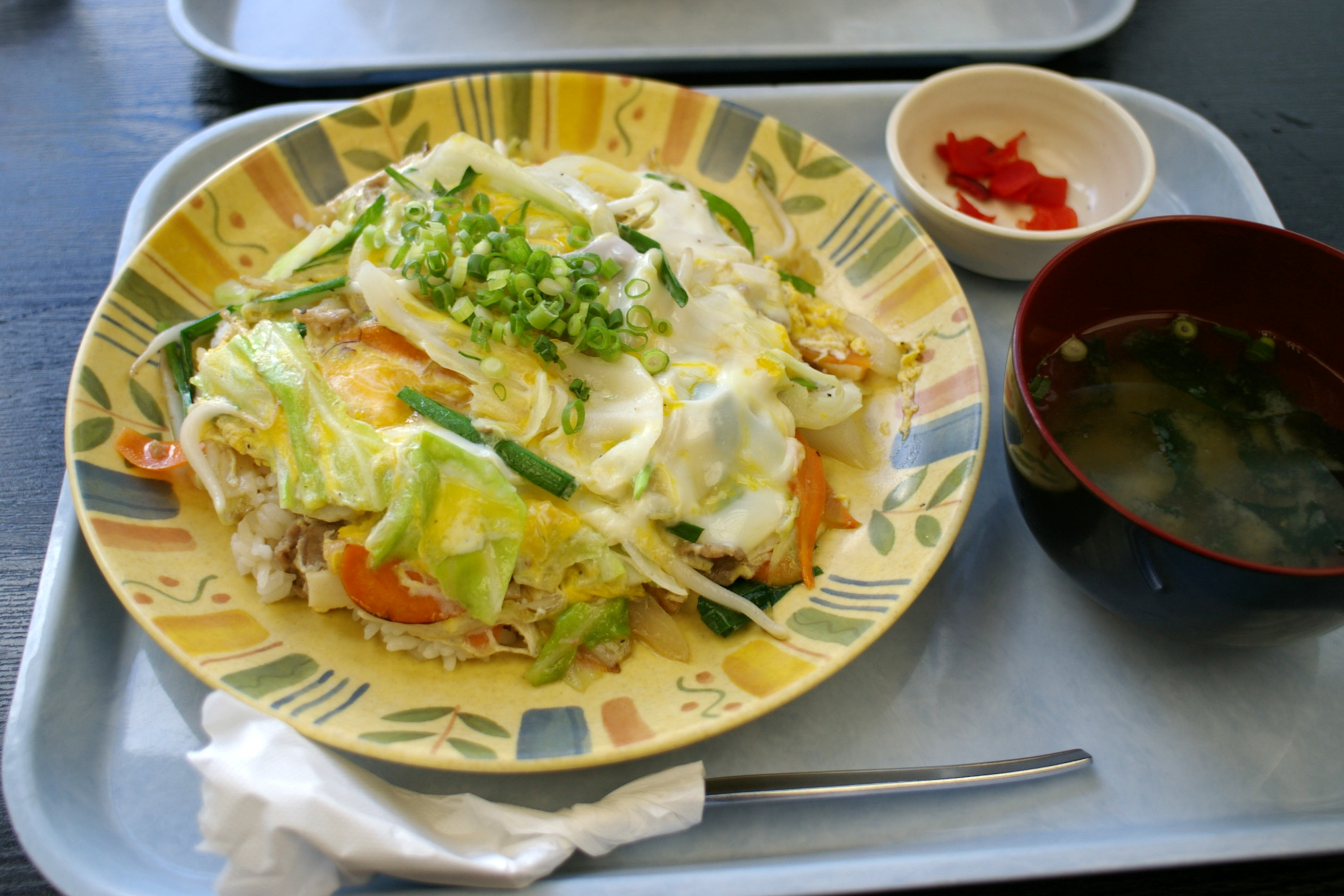
Champon ở Okinawa là một món cơm được phục vụ với các loại rau củ và trứng bác.

Mì Jjamppong của Hàn Quốc là một món mì tương tự với nước dùng hải sản cay.

## Lịch sử
Champon lần đầu tiên được phục vụ bởi một nhà hàng chuyên làm món Trung Quốc là Shikaro. Nhà hàng được thành lập tại Nagasaki vào năm 1899. Theo các nhà hàng, món này dựa trên một món ăn trong ẩm thực Phúc Kiến,湯肉絲麵 (phát âm là tó̤ng nṳ̀ sí mīng trong tiếng Min Bei), nghĩa đen là "mì sợi nước nóng". Nó là một món ăn phổ biến với sinh viên Trung Quốc tới Nhật Bản học tập vào thời kì đó. Một số người tin rằng Champon là từ kết hợp giữa tiếng chuông "chan" và tiếng trống "pon" trong từ điển của người Trung Hoa.  Ngày nay, champon là một món ăn đặc sản phổ biến (hay meibutsu/名物/ahv. danh vật) của Nagasaki.

## Từ nguyên
Có một số giả thuyết về nguồn gốc của từ champon. Có giả thuyết cho rằng nó có nguồn gốc từ tiếng Hokkien chia̍h-pn̄g (食飯), mang ý nghĩa: "ăn một bữa ăn'', và có thể phù hợp với nghĩa: ''một món mì thịnh soạn được làm từ các nguyên liệu hỗn hợp''. Giả thuyết khác thì cho rằng từ champon có nguồn gốc từ từ campur trong tiếng Malaysia hoặc Indonesia, có nghĩa là "hỗn hợp" (xem Nasi campur), điều này sẽ phù hợp hơn với nghĩa cũ của thuật ngữ ''trộn lẫn với nhau''
Ý nghĩa ban đầu về thuật ngữ "trộn lẫn với nhau" xuất hiện trong các tài liệu văn bản giữa những năm 1700. Một số từ điển tiếng Nhật truy nguyên từ này sang thuật ngữ Trung Hoa攙和, được phát âm là chham-hô trong tiếng Min-Nan hiện đại và là chānhuò trong tiếng Quan thoại hiện đại.
Cách dùng để nói về thức ăn xuất hiện từ cuối những năm 1800 hoặc đầu những năm 1900. Nó có thể bắt nguồn từ nhà hàng Trung Quốc Shikairō ở Nagasaki. 